# Zweden op de Olympische Winterspelen 2022
Zweden was een van de deelnemende landen aan de Olympische Winterspelen 2022 in Peking, China.

## Medailleoverzicht
| Sport          | Olympiër(s)                                                                   | Onderdeel            | Medaille |
| -------------- | ----------------------------------------------------------------------------- | -------------------- | -------- |
| Biatlon        | Linn Persson Mona Brorsson Hanna Öberg Elvira Öberg                           | 4× 6 km estafette    | Goud     |
| Curling        | Niklas Edin Oskar Eriksson Rasmus Wranå Christoffer Sundgren Daniel Magnusson | Mannen               | Goud     |
| Schaatsen      | Nils van der Poel                                                             | 5000 m (m)           | Goud     |
| Schaatsen      | Nils van der Poel                                                             | 10.000 m (m)         | Goud     |
| Alpineskiën    | Sara Hector                                                                   | Reuzenslalom (v)     | Goud     |
| Freestyleskiën | Walter Wallberg                                                               | Moguls (m)           | Goud     |
| Freestyleskiën | Sandra Näslund                                                                | Skicross (v)         | Goud     |
| Langlaufen     | Jonna Sundling                                                                | Sprint (v)           | Goud     |
| Biatlon        | Martin Ponsiluoma                                                             | Massastart (m)       | Zilver   |
| Biatlon        | Elvira Öberg                                                                  | Sprint (v)           | Zilver   |
| Biatlon        | Elvira Öberg                                                                  | Achtervolging (v)    | Zilver   |
| Langlaufen     | Maja Dahlqvist                                                                | Sprint (v)           | Zilver   |
| Langlaufen     | Maja Dahlqvist Jonna Sundling                                                 | Teamsprint (v)       | Zilver   |
| Curling        | Anna Hasselborg Sara McManus Agnes Knochenhauer Sofia Mabergs Johanna Heldin  | Vrouwen              | Brons    |
| Curling        | Almida de Val Oskar Eriksson                                                  | Gemengddubbel        | Brons    |
| Freestyleskiën | Henrik Harlaut                                                                | Big air (m)          | Brons    |
| Freestyleskiën | Jesper Tjäder                                                                 | Slopestyle (m)       | Brons    |
| Langlaufen     | Maja Dahlqvist Ebba Andersson Frida Karlsson Jonna Sundling                   | 4×5 km estafette (v) | Brons    |

## Deelnemers en resultaten
(m) = mannen, (v) = vrouwen 

### Alpineskiën
Mannen
| Naam                | Onderdeel    | 1e run  | 1e run | 2e run         | 2e run         | Totaal         | Totaal         |
| Naam                | Onderdeel    | Tijd    | Rang   | Tijd           | Rang           | Tijd           | Rang           |
| ------------------- | ------------ | ------- | ------ | -------------- | -------------- | -------------- | -------------- |
| Kristoffer Jakobsen | Slalom       | DNF     | DNF    | niet geplaatst | niet geplaatst | niet geplaatst | niet geplaatst |
| Mattias Rönngren    | Reuzenslalom | 1:04,48 | 13     | DNF            | DNF            | DNF            | DNF            |

Vrouwen
| Naam                  | Onderdeel    | 1e run  | 1e run | 2e run | 2e run | Totaal  | Totaal |
| Naam                  | Onderdeel    | Tijd    | Rang   | Tijd   | Rang   | Tijd    | Rang   |
| --------------------- | ------------ | ------- | ------ | ------ | ------ | ------- | ------ |
| Hanna Aronsson Elfman | Reuzenslalom | 1:00,19 | 22     | DNF    | DNF    | DNF     | DNF    |
| Elsa Fermbäck         | Slalom       | 55,26   | 28     | 54,07  | 27     | 1:49,33 | 28     |
| Sara Hector           | Reuzenslalom | 57,56   | 1      | 58,13  | 8      | 1:55,69 | Goud   |
| Sara Hector           | Slalom       | 52,29   | 3      | DNF    | DNF    | DNF     | DNF    |
| Hilma Lövblom         | Reuzenslalom | 1:01,18 | 27     | DNF    | DNF    | DNF     | DNF    |
| Charlotta Säfvenberg  | Slalom       | 55,25   | 27     | 53,45  | 21     | 1:48,70 | 24     |
| Anna Swenn-Larsson    | Slalom       | 53,44   | 11     | 52,87  | 6      | 1:46,31 | 9      |

Gemengd
| Naam                                                                     | Onderdeel       | Eerste ronde           | Kwartfinale            | Halve finale           | Finale / BM            | Finale / BM |
| Naam                                                                     | Onderdeel       | Tegenstander Resultaat | Tegenstander Resultaat | Tegenstander Resultaat | Tegenstander Resultaat | Rang        |
| ------------------------------------------------------------------------ | --------------- | ---------------------- | ---------------------- | ---------------------- | ---------------------- | ----------- |
| Hanna Aronsson Elfman Kristoffer Jakobsen Hilma Lövblom Mattias Rönngren | Landenwedstrijd | GER verlies            | niet geplaatst         | niet geplaatst         | niet geplaatst         | 13          |

### Biatlon
Mannen
| Naam                                                              | Onderdeel     | Tijd                                      | Missers                                                      | Rang   |
| ----------------------------------------------------------------- | ------------- | ----------------------------------------- | ------------------------------------------------------------ | ------ |
| Peppe Femling                                                     | Individueel   | 53:43,6                                   | 2 (1+0+0+1)                                                  | 40     |
| Peppe Femling                                                     | Sprint        | 26:58,5                                   | 3 (2+1)                                                      | 64     |
| Jesper Nelin                                                      | Individueel   | 55:49,7                                   | 5 (0+2+0+3)                                                  | 64     |
| Jesper Nelin                                                      | Sprint        | 26:43,6                                   | 4 (3+1)                                                      | 55     |
| Jesper Nelin                                                      | Achtervolging | 44:02,3                                   | 4 (1+0+1+2)                                                  | 31     |
| Martin Ponsiluoma                                                 | Individueel   | 51:16,8                                   | 3 (2+0+0+1)                                                  | 12     |
| Martin Ponsiluoma                                                 | Sprint        | 24:54,1                                   | 2 (0+2)                                                      | 6      |
| Martin Ponsiluoma                                                 | Achtervolging | 42:27,0                                   | 9 (2+3+0+4)                                                  | 11     |
| Martin Ponsiluoma                                                 | Massastart    | 38:54,7                                   | 2 (1+0+0+1)                                                  | Zilver |
| Sebastian Samuelsson                                              | Individueel   | 52:51,7                                   | 3 (1+1+1+0)                                                  | 30     |
| Sebastian Samuelsson                                              | Sprint        | 24:52,4                                   | 1 (0+1)                                                      | 5      |
| Sebastian Samuelsson                                              | Achtervolging | 42:10,2                                   | 5 (1+2+2+0)                                                  | 8      |
| Sebastian Samuelsson                                              | Massastart    | 41:01,0                                   | 4 (0+0+1+3)                                                  | 11     |
| Peppe Femling Jesper Nelin Martin Ponsiluoma Sebastian Samuelsson | Estafette     | 1:21:39,6 20:18,5 21:01,5 20:05,0 20:14,6 | 14 (1+7+0+6) 4 (0+1+0+3) 5 (1+3+0+1) 4 (0+3+0+1) 1 (0+0+0+1) | 5      |

Vrouwen
| Naam                                                | Onderdeel     | Tijd                                      | Missers                                                     | Rang   |
| --------------------------------------------------- | ------------- | ----------------------------------------- | ----------------------------------------------------------- | ------ |
| Mona Brorsson                                       | Individueel   | 45:43,1                                   | 1 (1+0+0+0)                                                 | 12     |
| Mona Brorsson                                       | Massastart    | 43:37,4                                   | 6 (2+1+2+1)                                                 | 21     |
| Anna Magnusson                                      | Sprint        | 21:50,2                                   | 0 (0+0)                                                     | 7      |
| Anna Magnusson                                      | Achtervolging | 40:59,9                                   | 6 (1+3+0+2)                                                 | 46     |
| Linn Persson                                        | Individueel   | 46:22,3                                   | 2 (0+0+1+1)                                                 | 15     |
| Linn Persson                                        | Sprint        | 22:03,9                                   | 1 (0+1)                                                     | 12     |
| Linn Persson                                        | Achtervolging | 36:54,1                                   | 2 (0+0+1+1)                                                 | 5      |
| Linn Persson                                        | Massastart    | 43:46,6                                   | 8 (0+2+3+3)                                                 | 24     |
| Elvira Öberg                                        | Individueel   | 45:55,2                                   | 3 (0+1+2+0)                                                 | 13     |
| Elvira Öberg                                        | Sprint        | 21:15,2                                   | 0 (0+0)                                                     | Zilver |
| Elvira Öberg                                        | Achtervolging | 36:23,4                                   | 3 (0+1+2+0)                                                 | Zilver |
| Elvira Öberg                                        | Massastart    | 41:55,7                                   | 4 (1+0+0+3)                                                 | 9      |
| Hanna Öberg                                         | Individueel   | 46:35,8                                   | 3 (0+2+0+1)                                                 | 16     |
| Hanna Öberg                                         | Sprint        | 22:19,1                                   | 3 (1+2)                                                     | 19     |
| Hanna Öberg                                         | Achtervolging | 38:11,3                                   | 6 (1+0+3+2)                                                 | 18     |
| Hanna Öberg                                         | Massastart    | 44:03,2                                   | 7 (0+3+1+3)                                                 | 25     |
| Linn Persson Mona Brorsson Hanna Öberg Elvira Öberg | Estafette     | 1:11:03,9 17:24,9 17:45,9 17:58,4 17:54,7 | 6 (0+1+0+5) 1 (0+0+0+1) 0 (0+0+0+0) 4 (0+1+0+3) 1 (0+0+0+1) | Goud   |

Gemengd
| Naam                                                            | Onderdeel | Tijd                                      | Missers                                                      | Rang |
| --------------------------------------------------------------- | --------- | ----------------------------------------- | ------------------------------------------------------------ | ---- |
| Hanna Öberg Elvira Öberg Martin Ponsiluoma Sebastian Samuelsson | Estafette | 1:07:26,6 18:02,6 18:13,8 15:41,1 15:29,1 | 13 (0+7+0+6) 3 (0+2+0+1) 5 (0+3+0+2) 3 (0+0+0+3) 2 (0+2+0+0) | 4    |

### Curling
| Team                                                                          | Onderdeel     | Groepsfase     | Groepsfase     | Groepsfase     | Groepsfase     | Groepsfase     | Groepsfase     | Groepsfase     | Groepsfase     | Groepsfase     | Groepsfase | Tiebreaker     | Halve finale   | Finale / BM    | Finale / BM |
| Team                                                                          | Onderdeel     | Opponent Score | Opponent Score | Opponent Score | Opponent Score | Opponent Score | Opponent Score | Opponent Score | Opponent Score | Opponent Score | Rang       | Opponent Score | Opponent Score | Opponent Score | Rang        |
| ----------------------------------------------------------------------------- | ------------- | -------------- | -------------- | -------------- | -------------- | -------------- | -------------- | -------------- | -------------- | -------------- | ---------- | -------------- | -------------- | -------------- | ----------- |
| Niklas Edin Oskar Eriksson Rasmus Wranå Christoffer Sundgren Daniel Magnusson | Mannen        | CHN 6 - 4      | USA 7 - 4      | ITA 9 - 3      | CAN 7 - 4      | NOR 6 - 4      | ROC 7 - 5      | DEN 8 - 3      | GBR 6 - 7      | SUI 8 - 10     | 2          | n.v.t.         | CAN 5 - 3      | GBR 5 - 4      | Goud        |
| Anna Hasselborg Sara McManus Agnes Knochenhauer Sofia Mabergs Johanna Heldin  | Vrouwen       | JPN 8 - 5      | GBR 2 - 8      | CAN 7 - 6      | CHN 6 - 9      | USA 10 - 4     | SUI 6 - 5      | DEN 9 - 3      | ROC 8 - 5      | KOR 8 - 4      | 2          | n.v.t.         | GBR 11 - 12    | SUI 9 - 7      | Brons       |
| Almida de Val Oskar Eriksson                                                  | Gemengddubbel | GBR 5 – 9      | CZE 7 - 4      | CHN 7 - 6      | AUS 7 - 6      | USA 7 - 8      | SUI 6 - 1      | CAN 6 - 2      | NOR 2 - 6      | ITA 8 - 12     | 4          | n.v.t.         | ITA 1 - 8      | GBR 9 – 3      | Brons       |

### Freestyleskiën
Big air
| Naam             | Onderdeel | Kwalificatie | Kwalificatie | Kwalificatie | Kwalificatie | Kwalificatie | Finale         | Finale         | Finale         | Finale         | Finale |
| Naam             | Onderdeel | Run 1        | Run 2        | Run 3        | Totaal       | Rang         | Run 1          | Run 2          | Run 3          | Totaal         | Rang   |
| ---------------- | --------- | ------------ | ------------ | ------------ | ------------ | ------------ | -------------- | -------------- | -------------- | -------------- | ------ |
| Hugo Burvall     | Mannen    | 47,25        | 55,25        | 46,00        | 101,25       | 24           | niet geplaatst | niet geplaatst | niet geplaatst | niet geplaatst | 24     |
| Henrik Harlaut   | Mannen    | 93,00        | 83,50        | 42,00        | 176,50       | 4            | 86,00          | 90,00          | 91,00          | 181,00         | Brons  |
| Oliwer Magnusson | Mannen    | 88,00        | 89,25        | 84,00        | 177,25       | 3            | 87,50          | 79,00          | 90,75          | 178,25         | 4      |
| Jesper Tjäder    | Mannen    | 34,75        | 91,75        | 78,25        | 170,00       | 12           | 77,25          | 78,25          | 92,00          | 170,25         | 7      |

Moguls
| Naam              | Onderdeel | Kwalificatie | Kwalificatie | Kwalificatie | Kwalificatie | Kwalificatie | Kwalificatie | Kwalificatie | Kwalificatie | Finale         | Finale         | Finale         | Finale         | Finale         | Finale         | Finale         | Finale         | Finale         | Finale         | Finale         | Finale |
| Naam              | Onderdeel | Run 1        | Run 1        | Run 1        | Run 1        | Run 2        | Run 2        | Run 2        | Run 2        | Run 1          | Run 1          | Run 1          | Run 1          | Run 2          | Run 2          | Run 2          | Run 2          | Run 3          | Run 3          | Run 3          | Run 3  |
| Naam              | Onderdeel | Tijd         | Score        | Totaal       | Rang         | Tijd         | Score        | Totaal       | Rang         | Tijd           | Score          | Totaal         | Rang           | Tijd           | Score          | Totaal         | Rang           | Tijd           | Score          | Totaal         | Rang   |
| ----------------- | --------- | ------------ | ------------ | ------------ | ------------ | ------------ | ------------ | ------------ | ------------ | -------------- | -------------- | -------------- | -------------- | -------------- | -------------- | -------------- | -------------- | -------------- | -------------- | -------------- | ------ |
| Felix Elofsson    | Mannen    | 25,18        | 58,44        | 73,24        | 19           | 25,24        | 64,15        | 78,87        | 1            | 25,36          | 60,41          | 74,97          | 17             | niet geplaatst | niet geplaatst | niet geplaatst | niet geplaatst | niet geplaatst | niet geplaatst | niet geplaatst | 17     |
| Oskar Elofsson    | Mannen    | 25,94        | 55,47        | 69,26        | 26           | 24,85        | 58,29        | 73,52        | 12           | niet geplaatst | niet geplaatst | niet geplaatst | niet geplaatst | niet geplaatst | niet geplaatst | niet geplaatst | niet geplaatst | niet geplaatst | niet geplaatst | niet geplaatst | 22     |
| Ludvig Fjällström | Mannen    | 25,69        | 62,08        | 76,20        | 7            | bye          | bye          | bye          | bye          | 24,85          | 60,14          | 75,37          | 15             | niet geplaatst | niet geplaatst | niet geplaatst | niet geplaatst | niet geplaatst | niet geplaatst | niet geplaatst | 15     |
| Walter Wallberg   | Mannen    | 24,16        | 62,98        | 79,12        | 2            | bye          | bye          | bye          | bye          | 23,63          | 61,21          | 78,05          | 4              | 24,10          | 64,11          | 80,33          | 1              | 23,70          | 66,48          | 83,23          | Goud   |

Skicross
| Naam             | Onderdeel | Kwalificatie | Kwalificatie | Achtste finale | Kwartfinale    | Halve finale   | Finale         |                |
| Naam             | Onderdeel | Tijd         | Rang         | Rang           | Rang           | Rang           | Rang           |                |
| ---------------- | --------- | ------------ | ------------ | -------------- | -------------- | -------------- | -------------- | -------------- |
| Viktor Andersson | Mannen    | 1:13,49      | 23           | 4              | niet geplaatst | niet geplaatst | niet geplaatst | niet geplaatst |
| Elliott Baralo   | Mannen    | 1:13,82      | 28           | 4              | niet geplaatst | niet geplaatst | niet geplaatst | niet geplaatst |
| David Mobärg     | Mannen    | 1:12,97      | 13           | 3              | niet geplaatst | niet geplaatst | niet geplaatst | niet geplaatst |
| Erik Mobärg      | Mannen    | 1:13,01      | 14           | 1              | 1              | 1              | 4              |                |
| Alexandra Edebo  | Vrouwen   | 1:18,49      | 10           | 2              | 4              | niet geplaatst | niet geplaatst |                |
| Sandra Näslund   | Vrouwen   | 1:15,21      | 1            | 1              | 1              | 1              | Goud           |                |

Slopestyle
| Naam             | Onderdeel | Kwalificatie | Kwalificatie | Kwalificatie | Kwalificatie | Finale         | Finale         | Finale         | Finale         | Finale |
| Naam             | Onderdeel | Run 1        | Run 2        | Beste        | Rang         | Run 1          | Run 2          | Run 3          | Beste          | Rang   |
| ---------------- | --------- | ------------ | ------------ | ------------ | ------------ | -------------- | -------------- | -------------- | -------------- | ------ |
| Hugo Burvall     | Mannen    | 33,40        | 28,58        | 33,40        | 28           | niet geplaatst | niet geplaatst | niet geplaatst | niet geplaatst | 28     |
| Henrik Harlaut   | Mannen    | 37,70        | 48,16        | 48,16        | 21           | niet geplaatst | niet geplaatst | niet geplaatst | niet geplaatst | 21     |
| Oliwer Magnusson | Mannen    | 73,46        | 39,16        | 73,46        | 12           | 23,75          | 22,75          | 40,46          | 40,46          | 11     |
| Jesper Tjäder    | Mannen    | 59,15        | 79,38        | 79,38        | 4            | 85,35          | 16,11          | 37,33          | 85,35          | Brons  |

### IJshockey
| Onderdeel | Groepsfase     | Groepsfase     | Groepsfase     | Groepsfase     | Groepsfase | Play-off       | Kwartfinale    | Halve finale   | Finale / BM    | Finale / BM    |
| Onderdeel | Opponent Score | Opponent Score | Opponent Score | Opponent Score | Rang       | Opponent Score | Opponent Score | Opponent Score | Opponent Score | Rang           |
| --------- | -------------- | -------------- | -------------- | -------------- | ---------- | -------------- | -------------- | -------------- | -------------- | -------------- |
| Mannen    | LAT 3-2        | SVK 4-1        | FIN 4-3        | n.v.t.         | 4          | {{{1}}}        | CAN 2-0        | ROC 2-1        | SVK 4-0        | 4              |
| Vrouwen   | JPN 1-3        | CZE 3-1        | CHN 1-2        | DEN 3-1        | 3          | n.v.t.         | CAN 11-0       | niet geplaatst | niet geplaatst | niet geplaatst |

Mannen
| Naam | Onderdeel | Resultaat |
| --- | --------- | --------- |
| Christian Folin Emil Djuse Oscar Fantenberg Henrik Tömmernes Fredrik Olofsson Max Friberg Gustav Rydahl Markus Krüger Dennis Everberg Pontus Holmberg Lucas Wallmark Joakim Nordström Erik Gustafsson Lars Johansson Lukas Bengtsson Linus Hultström Daniel Brodin Magnus Hellberg Adam Reideborn Carl Klingberg Anton Lander Linus Johansson Jonathan Pudas Mathias Bromé Jacob de la Rose | Mannen    | 4         |

Vrouwen
| Naam | Onderdeel | Resultaat   |
| --- | --------- | ----------- |
| Sara Grahn Emmy Alasalmi Anna Kjellbin Johanna Fällman Linnea Hedin Ebba Berglund Jessica Adolfsson Mina Waxin Josefin Bouveng Maja Nylén Persson Emma Murén Lisa Johansson Linnea Johansson Sofie Lundin Sara Hjalmarsson Felizia Wikner-Zienkiewicz Lina Ljungblom Hanna Olsson Emma Nordin Michelle Löwenhielm Olivia Carlsson Emma Söderberg Ida Boman | Vrouwen   | kwartfinale |

### Kunstrijden
Individueel
| Naam              | Onderdeel | KK    | KK   | VK             | VK             | Totaal         | Totaal |
| Naam              | Onderdeel | Score | Rang | Score          | Rang           | Score          | Rang   |
| ----------------- | --------- | ----- | ---- | -------------- | -------------- | -------------- | ------ |
| Nikolaj Majorov   | Mannen    | 78,54 | 20   | 142,24         | 21             | 220,78         | 21     |
| Josefin Taljegård | Vrouwen   | 54,51 | 26   | niet geplaatst | niet geplaatst | niet geplaatst | 26     |

### Langlaufen
Lange afstanden
Mannen
| Naam                                                       | Onderdeel             | Uitslag                                   | Uitslag |
| Naam                                                       | Onderdeel             | Tijd                                      | Rang    |
| ---------------------------------------------------------- | --------------------- | ----------------------------------------- | ------- |
| Jens Burman                                                | 15 km klassieke stijl | 39:26,8                                   | 8       |
| Jens Burman                                                | 30 km skiatlon        | 1:21:43,3                                 | 24      |
| Jens Burman                                                | 50 km vrije stijl     | 1:14:22,3                                 | 16      |
| Johan Häggström                                            | 15 km klassieke stijl | 40:30,9                                   | 21      |
| Calle Halfvarsson                                          | 15 km klassieke stijl | 40:46,8                                   | 26      |
| Calle Halfvarsson                                          | 30 km skiatlon        | 1:22:56,3                                 | 30      |
| Calle Halfvarsson                                          | 50 km vrije stijl     | 1:16:47,6                                 | 38      |
| Leo Johansson                                              | 30 km skiatlon        | 1:24:59,6                                 | 37      |
| Leo Johansson                                              | 50 km vrije stijl     | 1:17:16,5                                 | 39      |
| William Poromaa                                            | 15 km klassieke stijl | 39:42,5                                   | 10      |
| William Poromaa                                            | 30 km skiatlon        | 1:19:03,7                                 | 6       |
| William Poromaa                                            | 50 km vrije stijl     | 1:12:29,1                                 | 9       |
| Oskar Svensson William Poromaa Jens Burman Johan Häggström | 4×10 km estafette     | 1:57:00,4 31:16,0 29:30,4 27:08,3 29:05,7 | 4       |

Vrouwen
| Naam                                                        | Onderdeel             | Uitslag                                 | Uitslag |
| Naam                                                        | Onderdeel             | Tijd                                    | Rang    |
| ----------------------------------------------------------- | --------------------- | --------------------------------------- | ------- |
| Ebba Andersson                                              | 10 km klassieke stijl | 28:57,2                                 | 6       |
| Ebba Andersson                                              | 15 km skiatlon        | 45:41,3                                 | 10      |
| Ebba Andersson                                              | 30 km vrije stijl     | 1:27:35,5                               | 8       |
| Charlotte Kalla                                             | 10 km klassieke stijl | 30:07,6                                 | 20      |
| Charlotte Kalla                                             | 15 km skiatlon        | 47:53,8                                 | 19      |
| Charlotte Kalla                                             | 30 km vrije stijl     | 1:34:45,4                               | 35      |
| Frida Karlsson                                              | 10 km klassieke stijl | 29:28,0                                 | 12      |
| Frida Karlsson                                              | 15 km skiatlon        | 44:56,2                                 | 5       |
| Moa Olsson                                                  | 15 km skiatlon        | 50:12,8                                 | 45      |
| Emma Ribom                                                  | 10 km klassieke stijl | 30:05,8                                 | 19      |
| Emma Ribom                                                  | 30 km vrije stijl     | 1:32:27,8                               | 29      |
| Jonna Sundling                                              | 30 km vrije stijl     | 1:27:29,4                               | 4       |
| Maja Dahlqvist Ebba Andersson Frida Karlsson Jonna Sundling | 4×5 km estafette      | 54:01,7 14:41,1 14:07,3 12:48,5 12:24,8 | Brons   |

Sprint
Mannen
| Naam                           | Onderdeel  | Kwalificatie | Kwalificatie | Kwartfinales | Kwartfinales | Halve finales  | Halve finales  | Finale         | Finale         |
| Naam                           | Onderdeel  | Tijd         | Rang         | Tijd         | Rang         | Tijd           | Rang           | Tijd           | Rang           |
| ------------------------------ | ---------- | ------------ | ------------ | ------------ | ------------ | -------------- | -------------- | -------------- | -------------- |
| Marcus Grate                   | Sprint     | 2:52,14      | 18           | 2:53,71      | 3            | niet geplaatst | niet geplaatst | niet geplaatst | niet geplaatst |
| Johan Häggström                | Sprint     | 2:50,61      | 8            | 2:58,01      | 3            | niet geplaatst | niet geplaatst | niet geplaatst | niet geplaatst |
| Anton Persson                  | Sprint     | 2:53,71      | 27           | 2:53,35      | 5            | niet geplaatst | niet geplaatst | niet geplaatst | niet geplaatst |
| Oskar Svensson                 | Sprint     | 2:52,07      | 17           | 2:52,26      | 3            | 2:51,22        | 3              | 3:04,23        | 6              |
| William Poromaa Oskar Svensson | Teamsprint | n.v.t.       | n.v.t.       | n.v.t.       | n.v.t.       | 20:07,57       | 2              | 19:38,05       | 4              |

Vrouwen
| Naam                          | Onderdeel  | Kwalificatie | Kwalificatie | Kwartfinales | Kwartfinales | Halve finales  | Halve finales  | Finale         | Finale         |
| Naam                          | Onderdeel  | Tijd         | Rang         | Tijd         | Rang         | Tijd           | Rang           | Tijd           | Rang           |
| ----------------------------- | ---------- | ------------ | ------------ | ------------ | ------------ | -------------- | -------------- | -------------- | -------------- |
| Maja Dahlqvist                | Sprint     | 3:18,05      | 6            | 3:21,03      | 1            | 3:12,94        | 3              | 3:12,56        | Zilver         |
| Anna Dyvik                    | Sprint     | 3:19,15      | 9            | 3:19,00      | 4            | niet geplaatst | niet geplaatst | niet geplaatst | niet geplaatst |
| Emma Ribom                    | Sprint     | 3:19,99      | 11           | 3:18,44      | 2            | 3:15,22        | 1              | 3:20,79        | 6              |
| Jonna Sundling                | Sprint     | 3:09,03      | 1            | 3:15,48      | 1            | 3:11,94        | 1              | 3:09,68        | Goud           |
| Maja Dahlqvist Jonna Sundling | Teamsprint | n.v.t.       | n.v.t.       | n.v.t.       | n.v.t.       | 23:01,40       | 3              | 22:10,02       | Zilver         |

### Rodelen
Individueel
| Naam          | Onderdeel | Run 1  | Run 1 | Run 2  | Run 2 | Run 3  | Run 3 | Run 4    | Run 4 | Totaal   | Totaal |
| Naam          | Onderdeel | Tijd   | Rang  | Tijd   | Rang  | Tijd   | Rang  | Tijd     | Rang  | Tijd     | Rang   |
| ------------- | --------- | ------ | ----- | ------ | ----- | ------ | ----- | -------- | ----- | -------- | ------ |
| Svante Kohala | Mannen    | 58,517 | 21    | 58,779 | 20    | 58,368 | 18    | 58,333   | 19    | 3:53,997 | 20     |
| Tove Kohala   | Vrouwen   | 59,533 | 20    | 59,776 | 21    | 59,333 | 23    | 1:02,431 | 20    | 4:01,073 | 20     |

### Schaatsen
| Naam              | Onderdeel    | Uitslag  | Uitslag |
| Naam              | Onderdeel    | Tijd     | Rang    |
| ----------------- | ------------ | -------- | ------- |
| Nils van der Poel | 5000 m (m)   | 6:08,84  | Goud    |
| Nils van der Poel | 10.000 m (m) | 12:30,74 | Goud    |

### Schansspringen
Vrouwen
| Naam          | Onderdeel      | Eerste sprong | Eerste sprong | Eerste sprong | Tweede sprong | Tweede sprong | Tweede sprong | Totaal | Totaal |
| Naam          | Onderdeel      | Afstand       | Score         | Rang          | Afstand       | Score         | Rang          | Score  | Rang   |
| ------------- | -------------- | ------------- | ------------- | ------------- | ------------- | ------------- | ------------- | ------ | ------ |
| Frida Westman | Normale schans | 87,0          | 80,9          | 21            | 90,0          | 94,6          | 10            | 175,5  | 16     |

### Snowboarden
Big air
| Naam            | Onderdeel | Kwalificatie | Kwalificatie | Kwalificatie | Kwalificatie | Kwalificatie | Finale         | Finale         | Finale         | Finale         | Finale |
| Naam            | Onderdeel | Sprong 1     | Sprong 2     | Sprong 3     | Totaal       | Rang         | Sprong 1       | Sprong 2       | Sprong 3       | Totaal         | Rang   |
| --------------- | --------- | ------------ | ------------ | ------------ | ------------ | ------------ | -------------- | -------------- | -------------- | -------------- | ------ |
| Niklas Mattsson | Mannen    | 18,50        | 80,75        | 21,75        | 102,50       | 20           | niet geplaatst | niet geplaatst | niet geplaatst | niet geplaatst | 20     |
| Sven Thorgren   | Mannen    | 80,75        | 70,25        | 33,75        | 151,00       | 7            | 25,25          | 67,00          | 21,50          | 88,50          | 11     |

Slopestyle
| Naam            | Onderdeel | Kwalificatie | Kwalificatie | Kwalificatie | Kwalificatie | Finale         | Finale         | Finale         | Finale         | Finale |
| Naam            | Onderdeel | Run 1        | Run 2        | Beste        | Rang         | Run 1          | Run 2          | Run 3          | Beste          | Rang   |
| --------------- | --------- | ------------ | ------------ | ------------ | ------------ | -------------- | -------------- | -------------- | -------------- | ------ |
| Niklas Mattsson | Mannen    | 24,18        | 20,55        | 24,18        | 30           | niet geplaatst | niet geplaatst | niet geplaatst | niet geplaatst | 30     |
| Sven Thorgren   | Mannen    | 40,73        | 34,71        | 40,73        | 24           | niet geplaatst | niet geplaatst | niet geplaatst | niet geplaatst | 24     |